# Вестхайде, Вильфрид
Вильфрид Вестхайде (нем. Wilfried Westheide) — немецкий биолог и химик.

## Биография
Вильфрид Вестхайде изучал биологию, химию и географию в университетах Фрайбурга и Гёттингена. В 1988 году он получил назначение в университет Оснабрюка на кафедру частной зоологии. Основные направления его исследований — морфология, систематика и эволюция беспозвоночных животных, в особенности кольчатых червей.
Вильфрид Вестхайде входит в число ведущих зоологов и систематиков Германии. Вместе со своим коллегой Рейнхардом Ригером опубликовал несколько фундаментальных трудов в области биологии.

## Труды
- Wilfried Westheide und Reinhard Rieger (Hrsg.): Spezielle Zoologie. Teil 1: Einzeller und Wirbellose Tiere. 2. Auflage, Spektrum Verlag, 2006 ISBN 3827415756
- Wilfried Westheide und Reinhard Rieger (Hrsg.): Spezielle Zoologie. Teil 2: Wirbeltiere. 1. Auflage, Spektrum Verlag, 2003